# Itapajé
Itapajé, o anche Itapagé, è un comune del Brasile nello Stato del Ceará, parte della mesoregione del Norte Cearense e della microregione di Uruburetama.